# کوشک در پردیس ایرانی
کوشک یا کلاه فرنگی، به نوعی سرای (خانه) و عمارت در پردیس یا باغ ایرانی اطلاق می‌گردد و جز عناصر اصلی، و پنج رکن سازنده پردیس به حساب می‌آید. بنابر وجود کوشک در بنیان معماری پردیس است که یکی از نام‌های باغ ایرانی را، باغ سرا، یا خانه باغ نهاده‌اند. البته باید به این نکته نیز اشاره کرد، که باغ سرا، پردیس (به عربی فردیس)، فردوس، بوستان، و بستان اسامی هستند که در متون تاریخی معماری به ترکیب باغ، و بنای موجود در آن اطلاق گشته و واژه باغ ایرانی، گرتبه برداری و ترجمه از اصطلاح پرشین گاردن بوده و در متون کهن معماری چنین عنوانی وجود ندارد. کوشک مهم‌ترین عنصر معمارانه در باغ‌های ایرانی و نشان‌دهنده نهایت ذوق و هنر ایرانی در ترکیب باغ و بناست. معمولاً این بناها را در فضای میانی باغ و در محل تلاقی دو محور طولی و عرضی به گونه ای می سازند که از چهار طرف دیده شده و تأثیر ترکیب هندسی چهارباغ ایرانی را دوچندان جلوه کند. در این فرم از جانمایی کوشک در مرکز، تمثیلی از مرکزیت و ناف به کار رفته‌است. به این مفهوم که وجود کوشک در میان پردیس و تقسیم پردیس به چهار قسمت مساوی، تمثیلی از قرارگیری کوشک در میان عناصر چهارگانه؛ آب، باد، آتش، و خاک (چهار آخشیج) و تبدیل آن به مرکز و ناف جهان است. اما در مواردی دیگر، کوشک در آکس یک سوم نیز قرار می‌گرفته‌است.

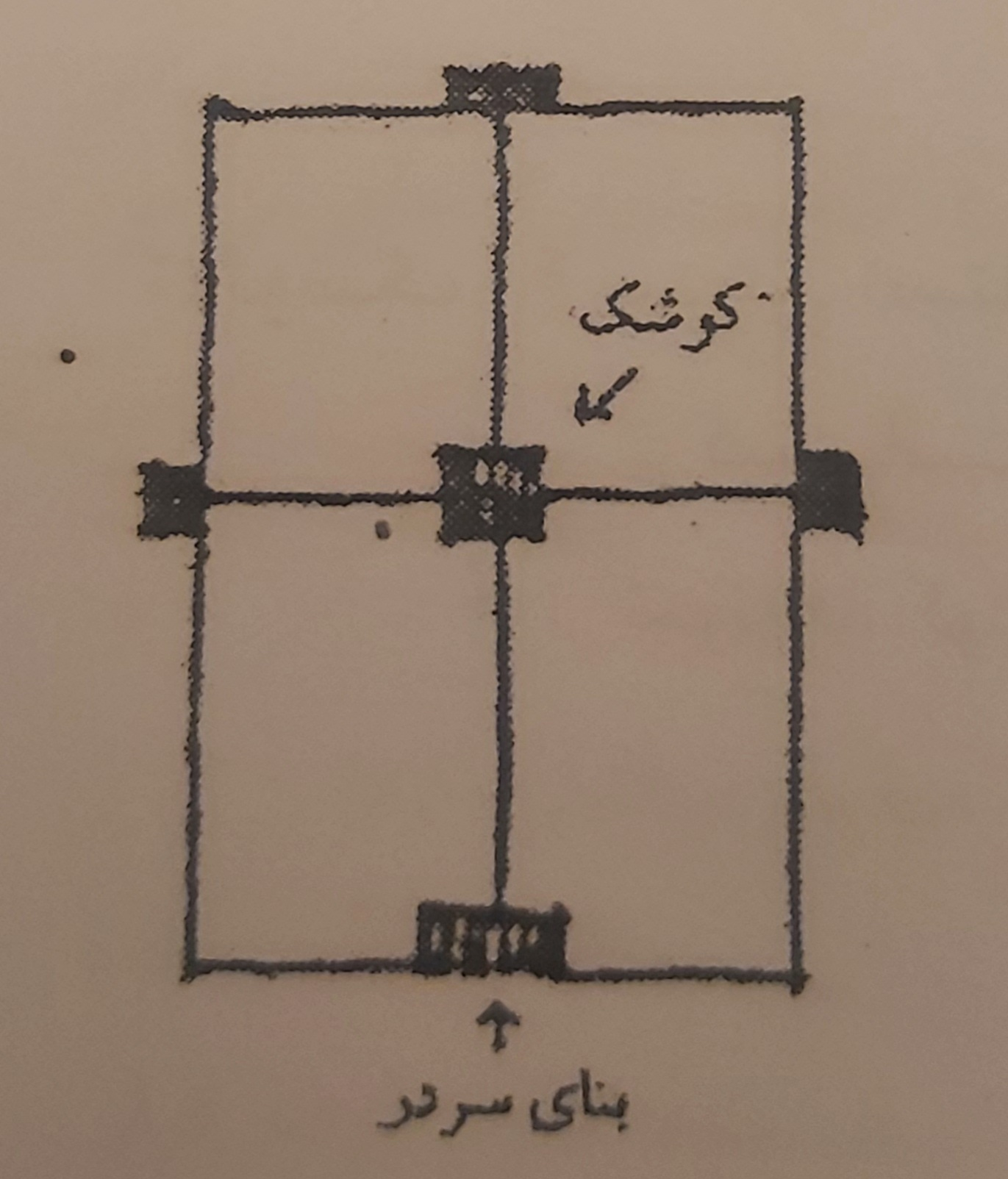
قرارگیری کوشک در مرکز باغ، به عنوان ناف زمین

## محل قرارگیری کوشک در پردیس
قرارگیری کوشک در پردیس، به وجوهی گوناگون صورت می‌گیرد. معمولاً ابعاد کوشک باغ‌ها، بین ۱۲ تا ۲۰ متر بوده و گاهی به ۲۵ متر هم می‌رسد.

## نحوه قرارگیری کوشک در پردیس
کوشک به چهار شکل عمده در جانمایی پلان پردیس قرار می‌گیرد.
۱_ الگوی اول: کوشک.
در این مدل از طراحی باغ‌های ایرانی، کوشک یا بنای اصلی در فضای میانی الگو قرار می‌گیرد. طراحی مسیر ورودی باغ متناسب با محور اصلی و در جلوی کوشک خواهد بود. بدین صورت که کوشک در مرکز پردیس است و چهار باغ در اطراف کوشک شکل می‌گیرد. در بین باغ‌های ایرانی باید به باغ فین کاشان اشاره کرد که بر اساس این الگو طراحی شده‌است. نمونه دیگر آن در باغ منظر و باغ جهان موجود است.
۲_ الگوی دوم: کوشک-باغ.
اگر طراحی پردیس براساس الگوی دوم (کوشک-باغ) انجام شود، کوشک یا همان بنای اصلی معمولا در یک سوم میانی ساخته می‌شود. برای پیدا کردن جای درست کوشک در طراحی باغ ایرانی، ابتدا باید طول مستطیل را به سه قسمت تقسیم کرد. محل قرارگیری کوشک، یکی از یک سوم تقاطع‌های طول مستطیل خواهد بود. باغ شاهزاده کرمان یکی از باغ‌های ایرانی مشهور است که به صورت الگوی دوم (کوشک-باغ) طراحی شده‌است. نمونه دیگر باغ دلگشای شیراز است.
۳_ الگوی سوم: کوشک-باغ با حیاط بسته در اطراف.
در این نمونه معمولا در پشت کوشک، حیاطی بسته، یا یک حیاط خلوت قرار می‌گیرد. و منظر رو به جلو است. باغ ارم شیراز، باغ مزار شیراز، و سروستان فارس از این نمونه پردیس هستند.
۴_ الگوی چهارم: باغ.
در این نمونه باغ، علاوه بر باغ اصلی یک باغ هم در بیرون وجود دارد. باغ بیرونی، قالبا عمومی تر بوده و برای رسیدن به باغ اصلی باید از آن بگذرند. باغ دولت‌آباد یزد، که در جلوی آن باغ بهشت آیین قرار گرفته و باغ جهان‌نمای شیراز، نمونه‌هایی از باغ‌های ایرانی هستند که بر اساس الگوی چهارم طراحی شده‌اند.
البته باید اذعان داشت که در نمونه‌هایی، که می‌توان آنها را به الگوی پنجم قرارگیری کوشک تعمیم داد، در جلوی باغ، یک دربند، جلوخان، یا بست قرار می‌گرفته‌است. نمونه موجود آن باغ شازده ماهان است.

## معماری کوشک در پردیس
پنج نوع شکل و فرم معماری در طراحی و اجرای کوشک در پردیس‌ها وجود دارد؛
۱_ کوشک هشت بهشت با معماری نه قسمتی.
گونه بناها با تقسیمات نه قسمتی در کوشک پردیس‌ها استفاده ای پر دامنه دارند. این گونه معماری حاصل آمیزش سه خواست اساسی معماری، یعنی توجه به زیبایی، عملکرد و ایستایی است به نحوی که با ترکیب مناسب حجم‌ها، به زیبایی هر چه بیشتر آنها افزوده می‌گردد. وجود سلسله مراتب برای نیل به قدرت بخشی به عملکرد کاخ و همچنین مهار بارهای رانشی حجم میانی کمک شایانی به پایداری این فضای معماری ایرانی نموده‌است.
۲_ کوشک با پلان سه قسمتی.
پلان کشیده مستطیل، که به سه قسمت تقسیم شده‌است. در مقابل قسمت اصلی یا ارسی خانه (یک سوم وسط) استخر قرا می‌گیرد.
۳_ کوشک چهل ستونی (ستاوندی)؛ ترکیبی است از پلان ایوانی به علاوه ستاوندی.
۴_ کوشک با پلان ایوانی؛ پلانی است پا پنج قسمت محصور و یک قسمت عمده ایوانی نیمه باز.
۵_ کوشک با فرم ترکیبی؛ ترکیبی است از این چهار حالت.
1. ↑  ممیزان، نگین (۲۰۲۰-۰۲-۰۸). «اصول معماری باغ ایرانی». بلاگ مپسا. دریافت‌شده در ۲۰۲۲-۱۱-۰۷.
2. ↑  «مقاله کنفرانس: مقایسه تطبیقی باغ ایرانی و باغ ژاپنی». جویشگر علمی فارسی (علم نت). دریافت‌شده در ۲۰۲۲-۱۱-۰۸.
3. ↑  «ساختار باغ‌های ایرانی | شاهکار هنر و معماری ایران باستان». کارناوال ☀️ راهنمای سفر | karnaval. دریافت‌شده در ۲۰۲۲-۱۱-۰۷.
4. ↑  مظفری, مهسا (1393-06-03). "باغ ایرانی از گذشته تا حال" (به Farsi). اولین همایش ملی اندیشه‌ها و فناوری‌های نو در معماری. {{cite journal}}: Cite journal requires |journal= (help); Check date values in: |date= (help)نگهداری یادکرد:زبان ناشناخته (link)
5. 1 2  متدین, حشمت‌الله; متدین, رضا (2016-01-01). "معماری کوشک، کوشک‌های نُه قسمتی در باغ ایرانی". منظر. 7 (33): 32–39. ISSN 2008-7446.
6. ↑  عطاری, مهسا (1396-04-10). "بررسی ساختار و عناصر باغ ایرانی" (به Farsi). چهارمین کنفرانس ملی پژوهشهای کاربردی در مهندسی عمران، معماری و مدیریت شهری. {{cite journal}}: Cite journal requires |journal= (help); Check date values in: |date= (help)نگهداری یادکرد:زبان ناشناخته (link)
7. ↑  مرادیلر, وحید (1396-09-08). "روند تحول معماری کوشک در باغ‌های ایرانی" (به Farsi). دومین همایش بین‌المللی ایده‌های نوین در معماری شهرسازی جغرافیا و محیط زیست پایدار. {{cite journal}}: Cite journal requires |journal= (help); Check date values in: |date= (help)نگهداری یادکرد:زبان ناشناخته (link)
8. 1 2  رادمنش، دریا (۲۰۲۲-۰۵-۱۸). «آشنایی با اصول طراحی باغ ایرانی». معمارنو. بایگانی‌شده از اصلی در ۷ نوامبر ۲۰۲۲. دریافت‌شده در ۲۰۲۲-۱۱-۰۷.
9. ↑  متدین, حشمت‌الله; متدین, رضا (1394-10-01). "معماری کوشک کوشک‌های نه قسمتی در باغ ایرانی". منظر. 33 (7): 32–39. {{cite journal}}: Check date values in: |date= (help)
10. ↑  «باغ ایرانی، مجموعه بینظیر از هنر معماری ایرانی». یادمان. ۲۰۲۰-۱۱-۱۲. بایگانی‌شده از اصلی در ۷ نوامبر ۲۰۲۲. دریافت‌شده در ۲۰۲۲-۱۱-۰۷.